# Zəhmətabad (Cəlilabad)
Zəhmətabad è un comune dell'Azerbaigian situato nel distretto di Cəlilabad. Conta una popolazione di 589 abitanti.